# 何裕康
何裕康（?—?）满族，赫舍里氏（何氏），满洲镶蓝旗人，吉林省吉林府温德河子屯（今属吉林市）人。中国民主革命家。

## 生平
何裕康是松毓的嫡长子。早年，他随父亲参加了中国同盟会。中国同盟会改组为国民党后，他们共同参加了国民党。1912年，他当选北京临时参议院议员。

## 家庭
- 父：松毓
- 子：何溶，书画家